# Lavastrie
Lavastrie är en kommun i departementet Cantal i regionen Auvergne-Rhône-Alpes i mitten av Frankrike. Kommunen ligger  i kantonen Saint-Flour-Sud som ligger i arrondissementet Saint-Flour. År 2018 hade Lavastrie 247 invånare.

## Befolkningsutveckling
Antalet invånare i kommunen Lavastrie
Referens:INSEE